# Jacques Callot

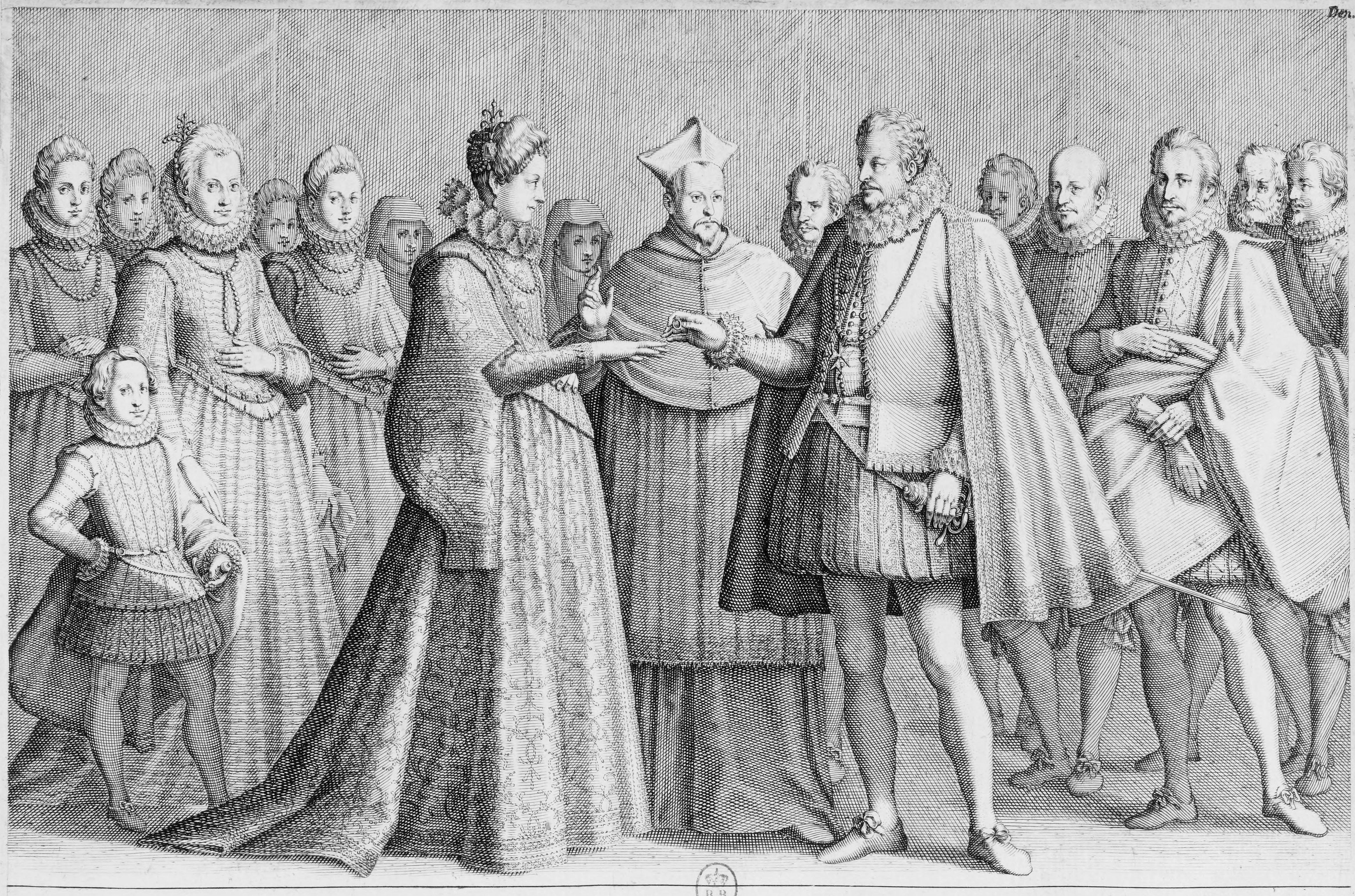
Acquaforte: di Jacques Callot per le nozze di Don Ferdinando Medici e di Madama Christina di Lorena

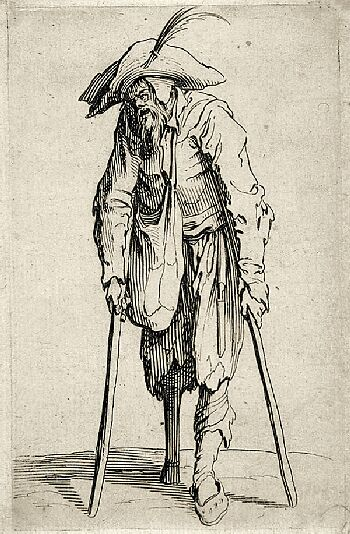
il mendicante

Jacques Callot (Nancy, 1592 – Nancy, 1635) è stato un incisore francese.

## Biografia
Nacque in una famiglia nobile apparentata con quella del duca.
A quindici anni entrò presso la bottega dell'orafo Demange Crocq, dove apprese i rudimenti del disegno con Jacques de Bellange e Claude Deruet oltre all'uso del bulino.
Successivamente, nel 1608 si trovò a Roma, presso l'incisore di Troyes Philippe Thomassin, dove perfezionò la pratica con il bulino, copiando le opere di maestri italiani e fiamminghi. In questa fase rimase attratto dalle opere di Agostino Carracci.
Nel 1612 si trasferì a Firenze, restandovi per nove anni sotto la protezione di Cristina di Lorena. Qui incise, presso l'incisore Giulio Parigi, nel 1616 circa le Tentazione di sant'Antonio, nel 1617 la serie dei Capricci di varie figure, ispirata al teatro, al costume popolare e al Carnevale, tra il 1619 e il 1620 le sei tavole di corredo alla prima edizione del Solimano di Prospero Bonarelli, infine nel 1620 la Fiera dell'Impruneta. A Firenze sperimentò la tecnica dell'acquaforte che diverrà una delle sue modalità espressive preferite. Le sue incisioni evidenziarono un linguaggio artistico piuttosto personale e originale, a metà strada tra il galante e il grottesco, sorretto da un gusto compositivo estremamente raffinato.
Nel 1621 tornò in Lorena e si stabilì a Nancy, dove incise i disegni riportati dalla Penisola: i Gobbi, i Balli di Sfessania e la Grande Passione. Con il ciclo degli Zingari intensificò il suo interesse per i fatti quotidiani e per una visione sempre più realistica del mondo.
Nel 1624 si sposò con Catherine Kuttinger.
Nel 1627 passò nei Paesi Bassi dove ricevette l'incarico dall'Infanta Isabella di incidere l'assedio di Breda, appena conquistata, Successivamente con la stessa tecnica, fissò sulla carta sia l'assedio di Saint-Martin-de-Ré che quello de La Rochelle, sempre su incarico del re Luigi XIII.
Tra il 1628 e il 1631 soggiornò più volte a Parigi, dove affidò a Israël Henriet l'edizione delle sue lastre.
Tornato a Nancy nel 1632, dove assistette sia all'invasione francese del Ducato di Lorena che alla peste, eseguì Le Miserie della guerra nel 1633 e la seconda versione della Tentazione di sant'Antonio dedicata a Louis Phélypeaux.
Dal suo cognome derivano le cosiddette figurine alla Callot che sono miniature comiche o grottesche eseguite, per decorare tabacchiere e scatoline, in oro o in argento, o dipinte su porcellana. In Italia sono anche conosciute come caramogi.

## Opere

### Le Miserie della guerra
Les Misères et Malheurs de la Guerre sono forse l'opera più famosa di Callot. Si tratta di 18 tavole in acquaforte che dipingono episodi della Guerra dei trent'anni, negli aspetti più brutali,

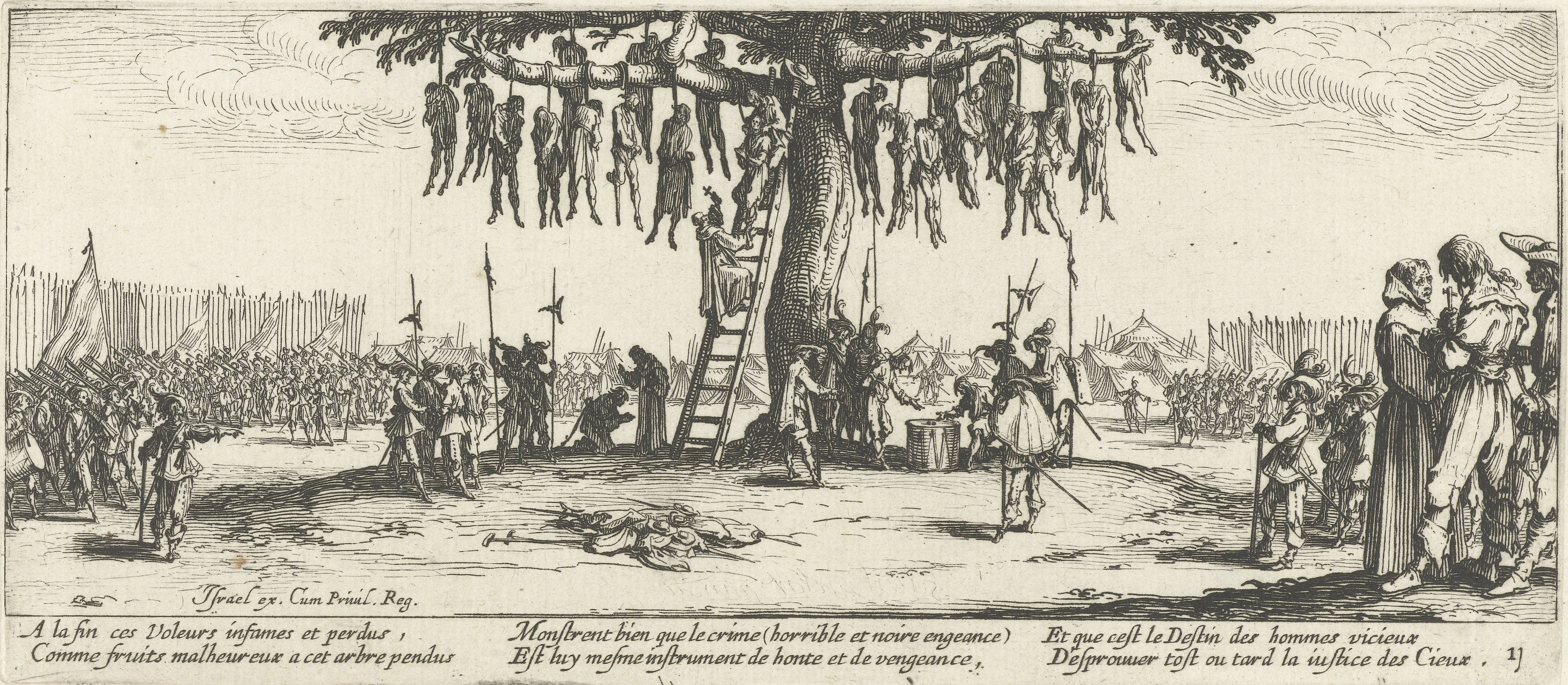
Le Miserie della guerra

Il tema generale è quello della brutalità della soldataglia nei confronti della popolazione civile, dei contadini in particolare. Alla fine emerge chiaro il contrasto tra il tema dell'opera e l'ultima tavola, in cui il Principe distribuisce le ricompense ai generali e ai nobili che lo circondano.

### Varie figure di gobbi
La serie di Callot «ispirò serie di figurine in porcellana della famosa manifattura inglese di Derby» e di altre società, che crearono personaggi di ceramica note come Mansion House Dwarves o Grotesque Dwarves. Il primo titolo deriva da un padre e un figlio pagati per girovagare per la Mansion House di Londra indossando cappelli oversize che contenevano pubblicità.

### L'humour di Callot
Insieme a Stefano della Bella Jacques Callot si riallaccia all'attività di Annibale Carracci, l'unico caricaturista riconosciuto dei tre fratelli bolognesi, che dettero vita, a Bologna, all'Accademia degli Incamminati. La caricatura, fino a quel momento, si era identificata con la rappresentazione della bruttezza, come nel caso di Leonardo da Vinci, i cui disegni non «possono considerarsi vere e proprie caricature (...) rientrano piuttosto nell'orbita del capriccio, come intenzionale rovesciamento del bello nel brutto». D'altra parte Victor Hugo nella sua Prefazione a Cromwell definirà Callot il Michelangelo burlesco. Come emerge dalla serie dei tre Pantaloni prodotti nel suo soggiorno fiorentino nel 1611 presso i Medici, è stato scritto che la comicità di Callot affonda le sue radici anche nella Commedia dell'Arte.

### I Sette Peccati Capitali
Callot illustrò anche i sette peccati capitali.

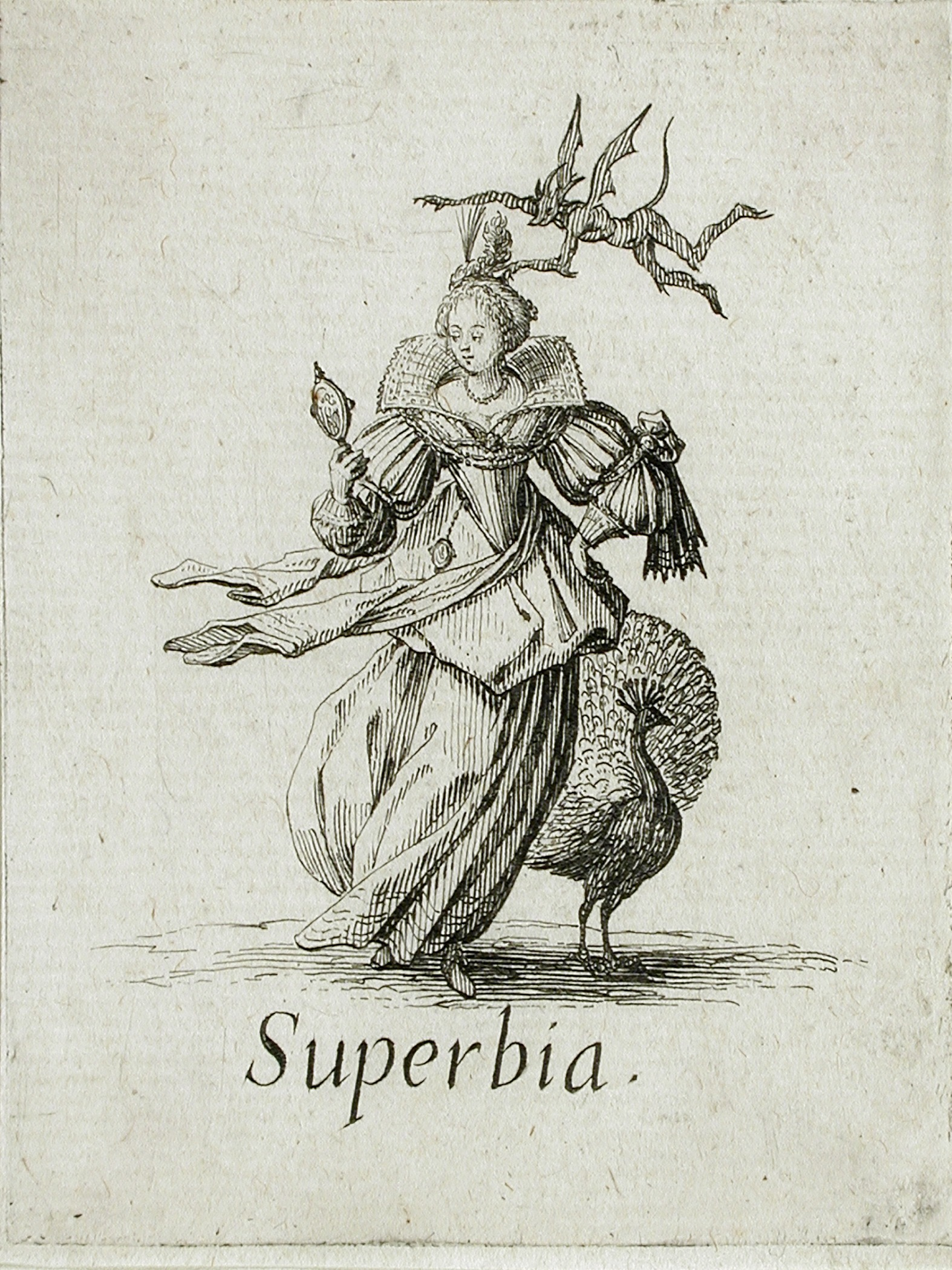
Superbia
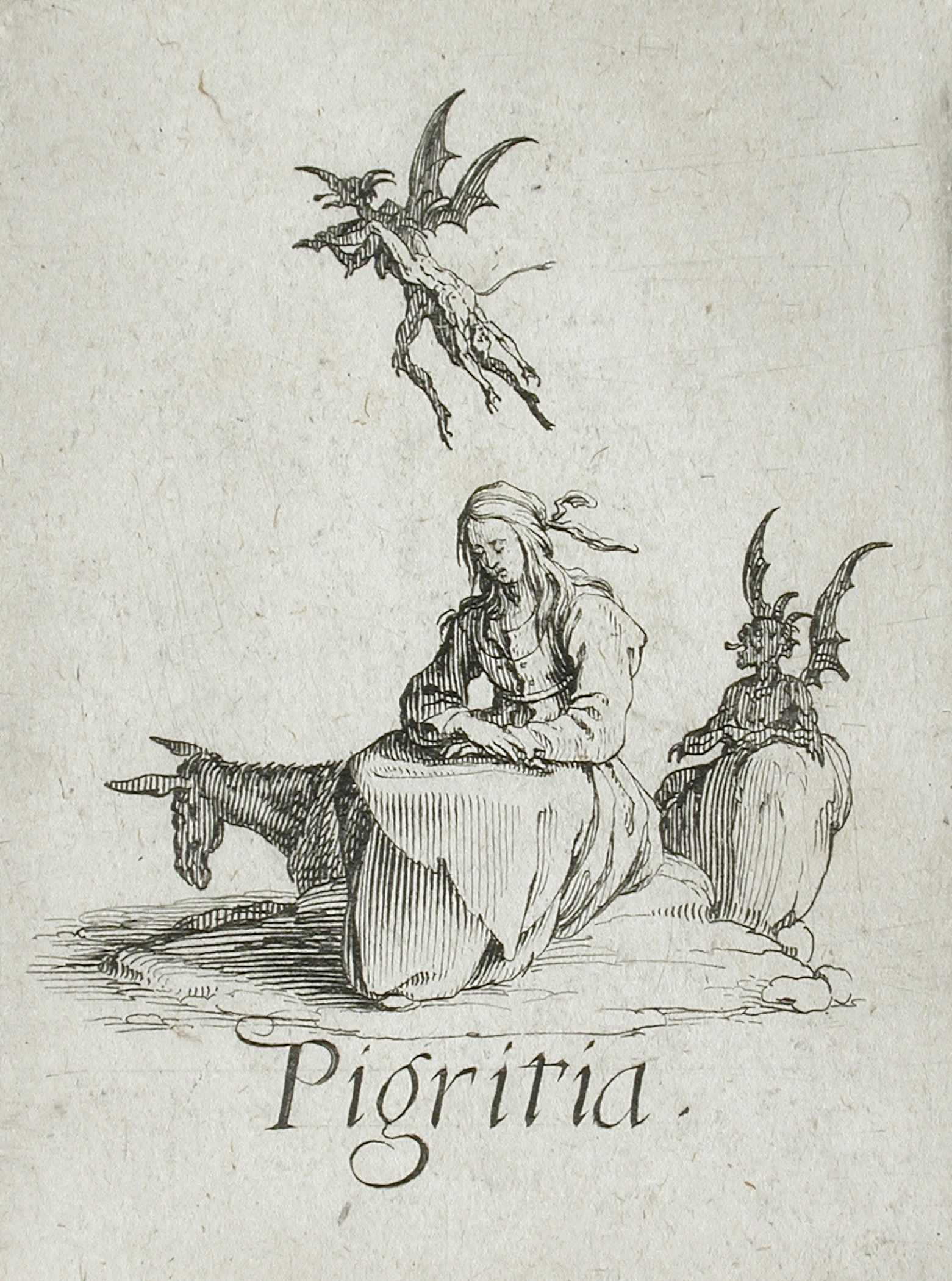
Accidia (pigrizia)
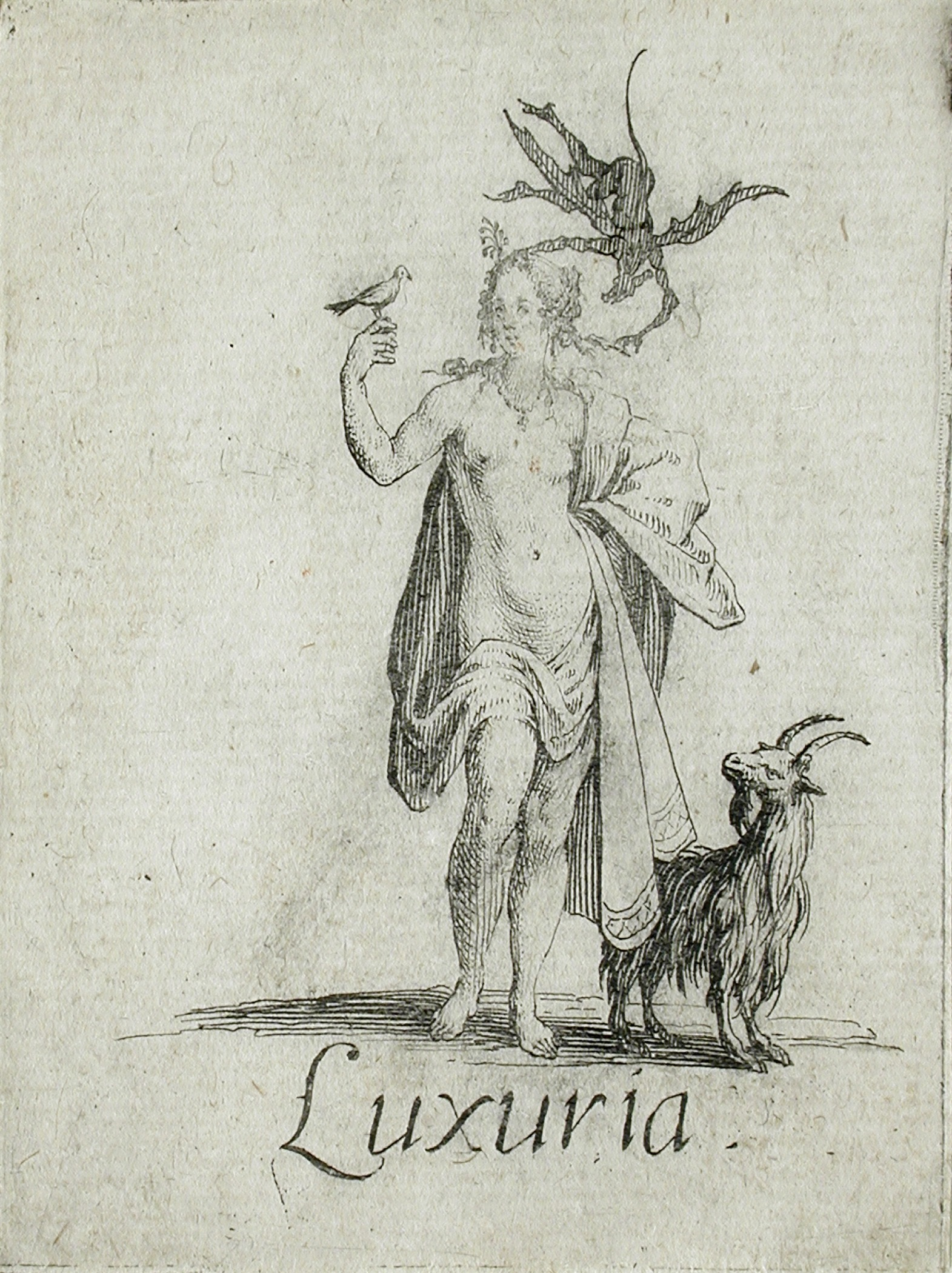
Luxuria (Lussuria)
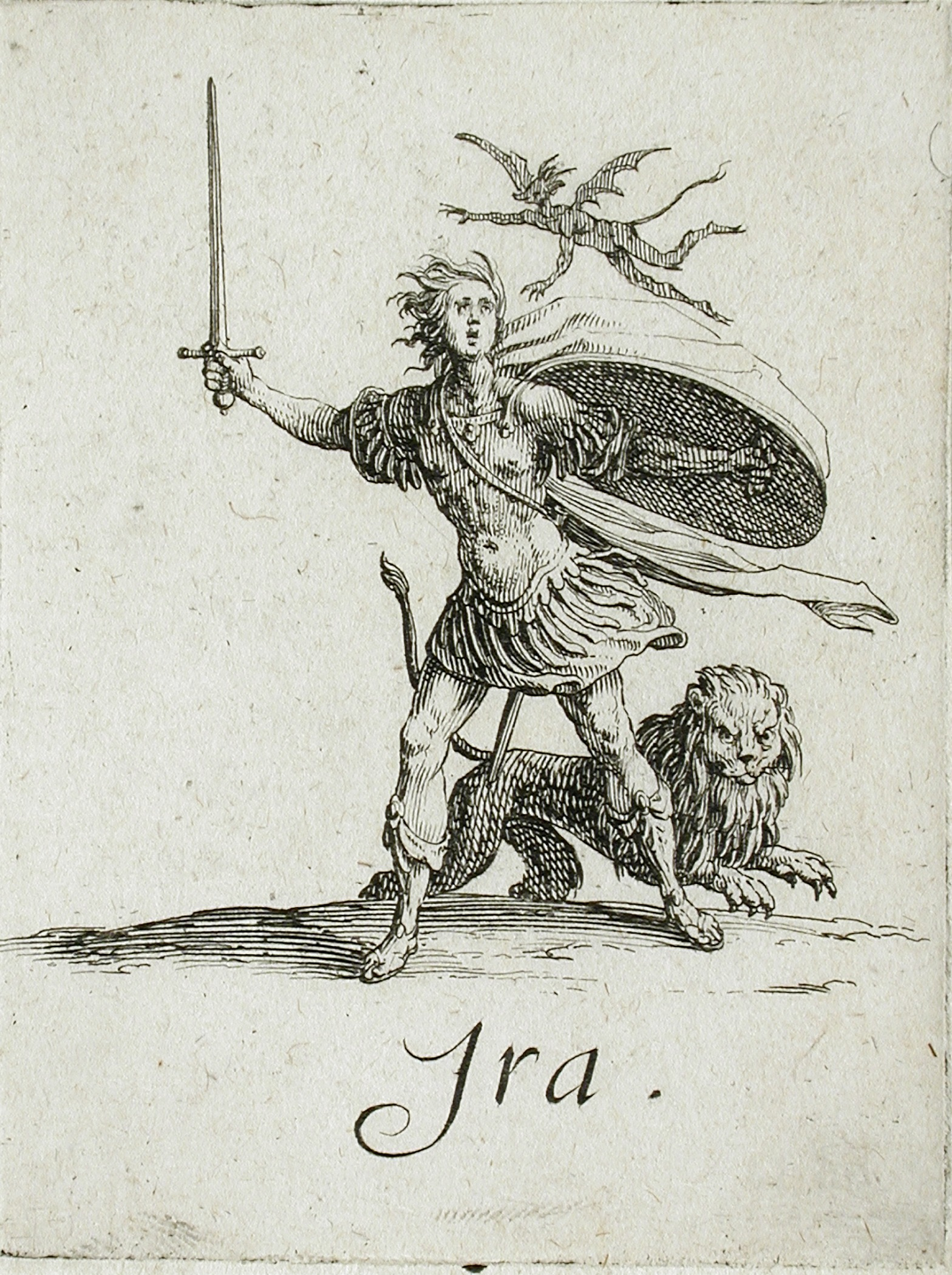
Ira
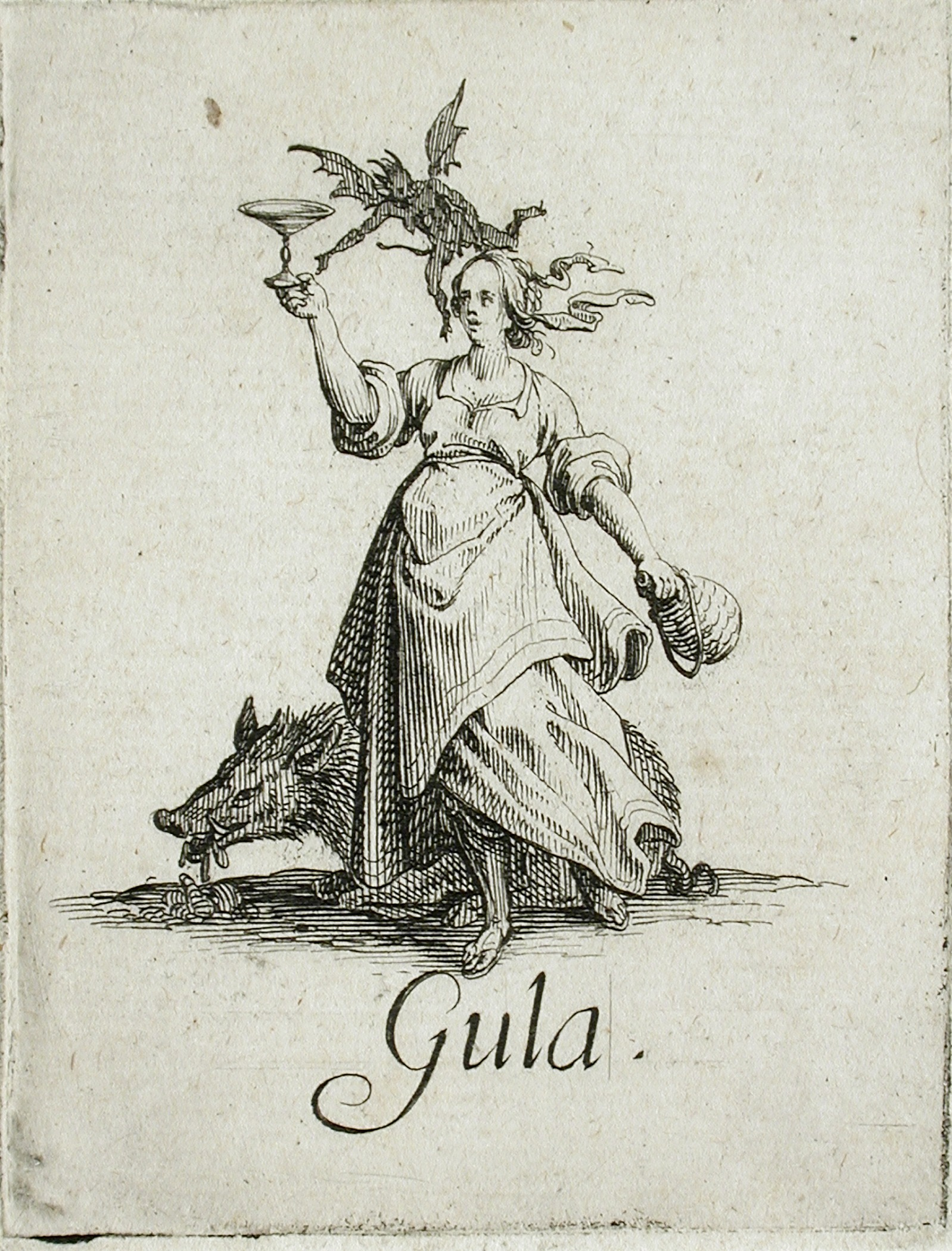
Gula (gola)
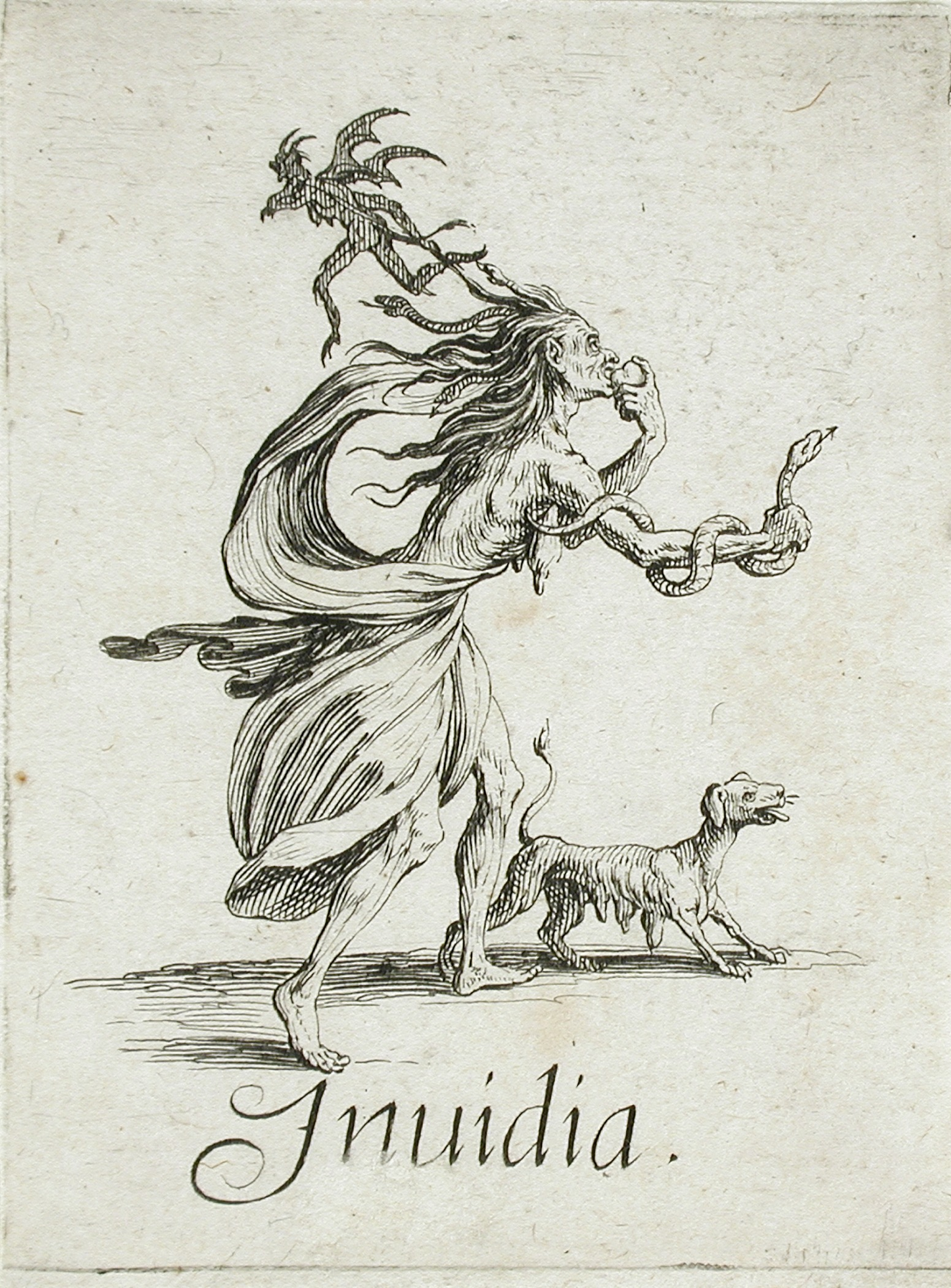
Invidia
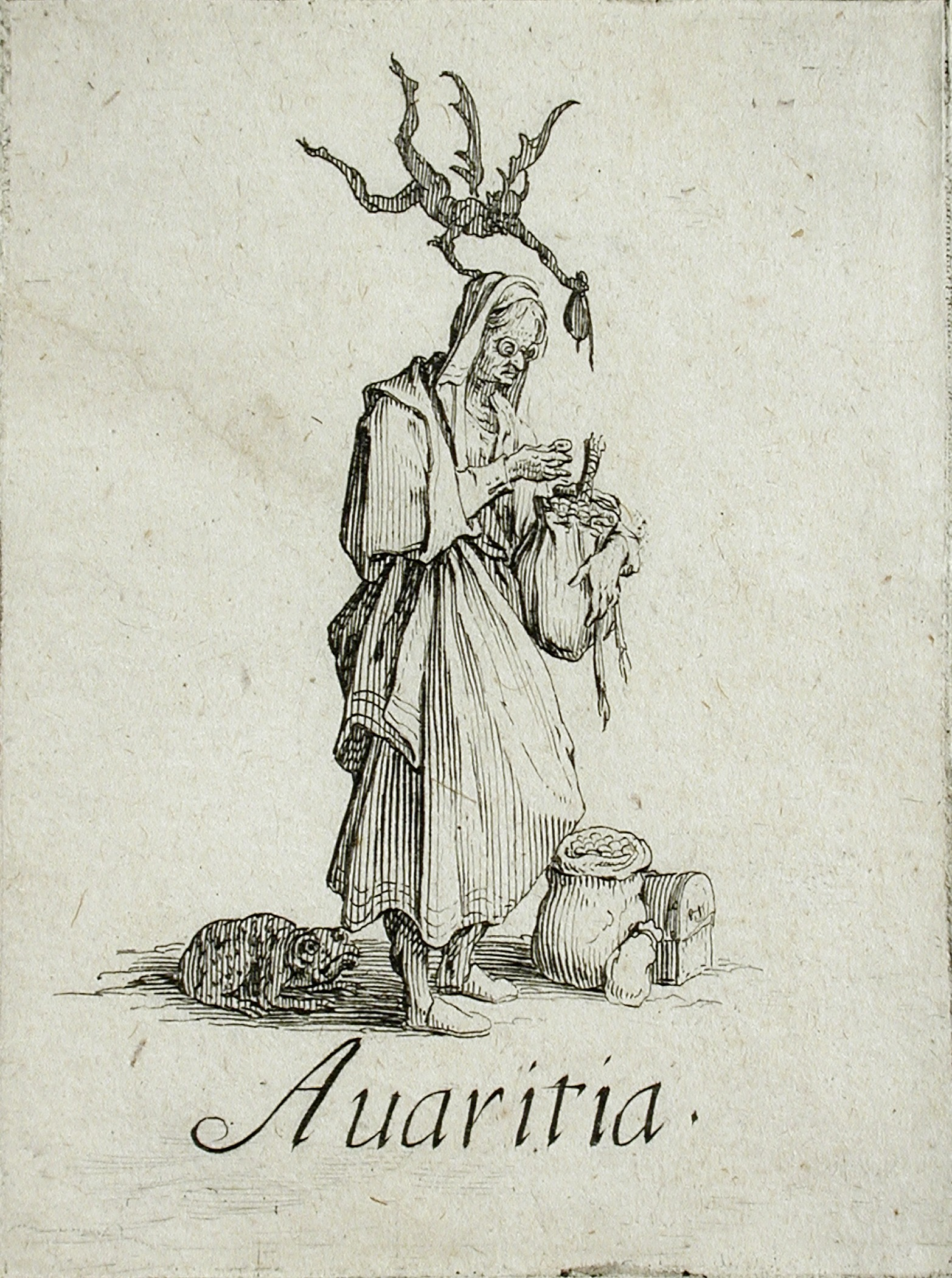
Avarizia